# مجرد ۴۰ ساله
مجرد ۴۰ ساله فیلمی به کارگردانی شاهین باباپور و نویسندگی قربان محمدپور ساختهٔ سال ۱۳۹۳ است.

## خلاصه داستان
زندگی خانم دکتری ۴۰ ساله را روایت می‌کند که در رشته خود تبحر و تخصص دارد، پدرش مدیریت بیمارستان خود را به او می سپارد. او در زمینه ازدواج و انتخاب همسر دچار مشکل است. با این حال او در طول داستان اتفاقاتی برایش رخ می‌دهد که…

## بازیگران
| بازیگر          | نقش    | شخصیت                        |
| --------------- | ------ | ---------------------------- |
| ماهایا پطروسیان | نرگس   | شخیصت اصلی                   |
| مجید صالحی      | رضا    | عاشق نرگس , مکانیک           |
| برزو ارجمند     | بهنام  | بیمار بیمارستان , عاشق فریبا |
| مهران غفوریان   | هوشنگ  | دزد                          |
| سیروس گرجستانی  | ناصر   | پدر نرگس دکتر                |
| دانیال عبادی    | سامان  | همکار و عاشق نرگس            |
| سحر ولدبیگی     | مهربان | پرستار بیمارستان             |
| امیر نوری       |        | سرباز                        |
| پوراندخت مهیمن  |        | مادر نرگس                    |
| رویا شریف       | نوید   | پرستار بیمارستان             |
| پرچهر مشرفی     |        | همسر بهنام                   |